# Síndrome del edificio enfermo
El síndrome del edificio enfermo (SEE), en inglés, Sick Building Syndrome (SBS) es un conjunto de molestias y enfermedades originadas en la mala ventilación, la descompensación de temperaturas, las partículas en suspensión, la mala iluminación, los gases y vapores de origen químico y los bioaerosoles, entre otros agentes causales identificados.
La Organización Mundial de la Salud lo ha definido como un conjunto de enfermedades originadas o estimuladas por la contaminación del aire en estos espacios cerrados.
El tipo de malestares que producen y estimulan estas situaciones es variado: migrañas, náuseas, mareos, resfriados persistentes, irritaciones de las vías respiratorias, piel y ojos, etc. Entre estos malestares, las alergias ocupan un papel importante.

## Causas
Los factores que contribuyen al síndrome se relacionan al diseño del ambiente construido, y puede incluir combinaciones de algunos o a todas las siguientes causas:
- Contaminación del aire interior.
- Perfumes artificiales.
- Pobre o inapropiada e incluso excesiva iluminación. La excesiva iluminación genera reflejos en las pantallas de trabajo.
- Ausencia de luz natural, desempeñar actividades con iluminación 100% artificial genera fatiga visual.
- Pobre calentamiento o enfriamiento de las estancias y / o ventilación.
- Mal posicionamiento de los sistemas de calefacción y aire acondicionado.
- Mala acústica.
- Pobres diseños de muebles y equipos (e.g. monitores de Pcs, fotocopiadoras, etc.).
- Pobre ergonomía.
- Contaminación química.
- Contaminación biológica.